# Steudelia
Steudelia é um género de plantas com flor da família Molluginaceae.

## Espécies
O género Steudelia inclui as seguintes espécies::
- Steudelia capillaris
- Steudelia galioides